# Bremenried
Bremenried (westallgäuerisch: Bräməriərd) ist ein Gemeindeteil des Markts Weiler-Simmerberg im bayerisch-schwäbischen Landkreis Lindau (Bodensee).

## Geografie
Das Dorf liegt unmittelbar am westlichen Ortsrand des Hauptorts Weiler im Allgäu. Im Rothachtal gelegen, gehört der Ort der Region Westallgäu an. Durch den Ort fließen die Rothach, der Hausbach und die Weiß.

## Ortsname
Der Name setzt sich aus dem Personennamen Bremo oder dem Familiennamen Brem sowie dem Grundwort -ried zusammen und bedeutet Rodesiedlung des Bremo.

## Geschichte

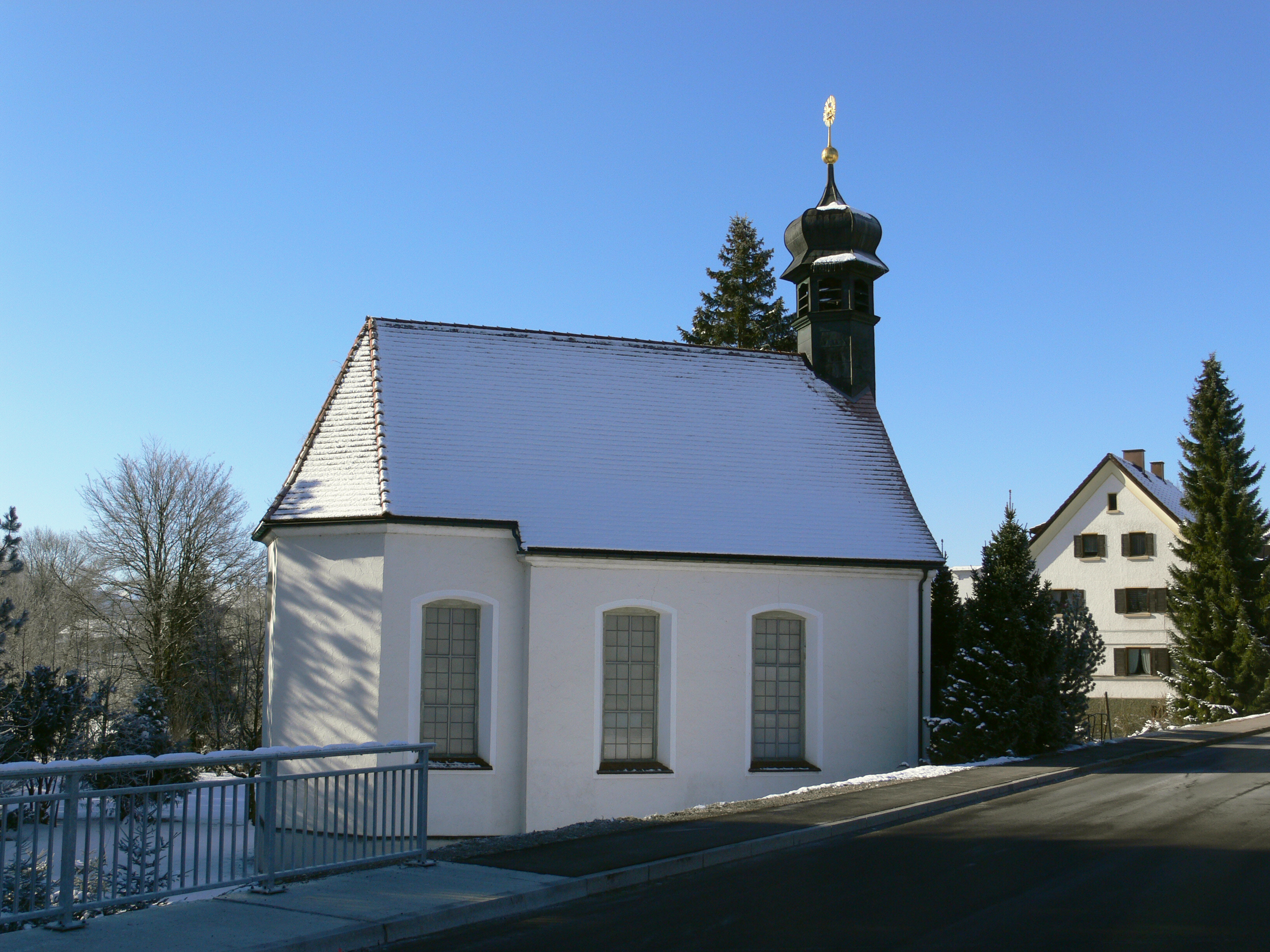
Kapelle St. Wendelin in Bremenried

Bremenried wurde erstmals im Jahr 1200 als Prereminreit urkundlich erwähnt. Im Jahr 1557 wurde ein Leprosorium für die Gerichte Kellhöfe und Altenburg an der Rothach errichtet. Es diente bis ins 19. Jahrhundert als Armenhaus der Leprosenstiftung. 1717 wurde die zur Leprosenstiftung gehörenden Wendelinskapelle im Ort geweiht. 1863 eröffnete Alois Rädler eine Weberei und Spinnerei an der Rothach. 1867 folgte mit Kiene & Forster eine weitere. Beide Fabriken gingen bis 1889 in das Unternehmen Stromeyer über. 1897 wurde die Sennerei im Ort gegründet. Im Jahr 1974 wurde die Weberei mit über 160 Mitarbeitern geschlossen.

## Baudenkmäler
Siehe: Liste der Baudenkmäler in Bremenried